# سنت جوزف (لوئیزیانا)
سنت جوزف (به انگلیسی: St. Joseph) شهری در ایالت لوئیزیانا کشور ایالات متحده آمریکا است که جمعیت آن در سرشماری سال ۲۰۱۰ میلادی، ۱٬۱۷۶ نفر بوده‌است.